# Eunice chicasi
Eunice chicasi är en ringmaskart som beskrevs av Leon-Gonzalez, Rivera och Rafael Romero 2004. Eunice chicasi ingår i släktet Eunice och familjen Eunicidae. Inga underarter finns listade i Catalogue of Life.